# Lithia Springs
Lithia Springs – jednostka osadnicza w Stanach Zjednoczonych, w stanie Georgia, w hrabstwie Douglas.